# Украина на зимних Олимпийских играх 2006
Украина принимала участие в Зимних Олимпийских играх 2006 года в Турине (Италия) в четвёртый раз за свою историю и завоевала две бронзовые медали.

## Бронза
- Биатлон, женщины — Лилия Вайгина-Ефремова.
- Фигурное катание, спортивные танцы — Елена Грушина и Руслан Гончаров.